# جنگ‌های سامنیت
جنگ‌های سامنیت (انگلیسی: Samnite Wars) مشتمل بر سه جنگ اول و دوم و سوم (به‌ترتیب ۳۴۳-۳۴۱، ۳۲۶-۳۰۴، و ۲۹۸-۲۹۰ پیش از میلاد) سامنیت می‌شوند که میان جمهوری روم و سامنیت‌ها به‌وقوع پیوست، که در قطعه‌ای از کوهستان آپنینی در جنوب رم و در شمال لوکانی‌ها زندگی می‌کردند.